# Esgrima italiana

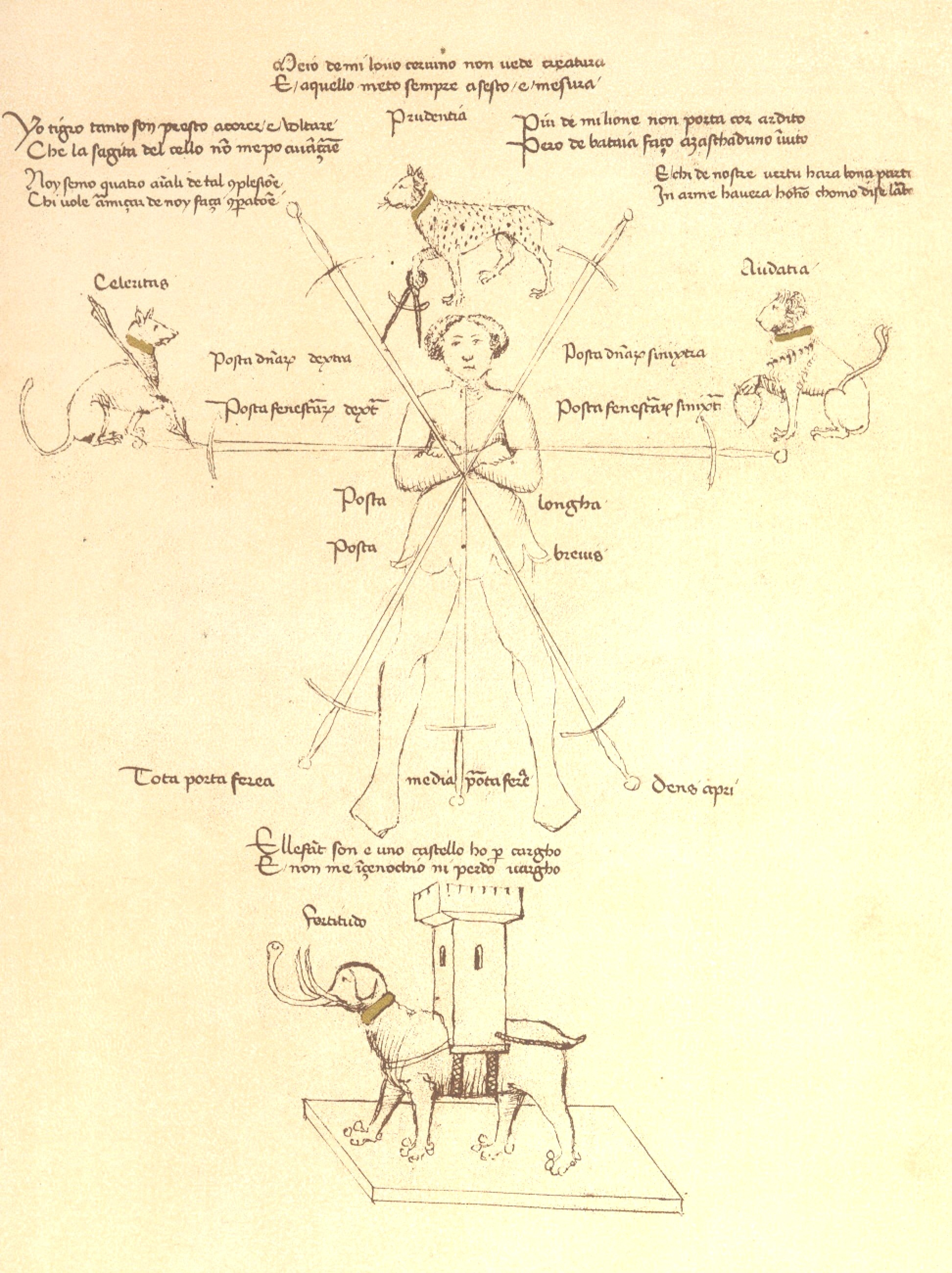
No sé qué es pero parece estar relacionado.

Esgrima italiana es un término que se emplea para describir el estoque y la técnica que los italianos popularizaron en Europa, principalmente en Inglaterra y Francia. El origen del sistema de combate se suele fijar en 1409, fecha del tratado italiano más antiguo del que se tiene conocimiento (Flor de Batallas de Fiore dei Liberi), y se extiende hasta 1900, en la etapa de la Esgrima Clásica. 
Aunque las armas y los fines para los que se usaban cambiaron radicalmente durante esos cinco siglos, algunas características han permanecido constantes en la escuela italiana. Algunas de ellas son la preferencia por determinadas guardias, la especial atención al tempo y muchas de las acciones defensivas.
En la actualidad, el estilo se preserva tanto en Italia como en el resto del mundo. En Italia, escuelas oficiales de esgrima como la Accademia Nazionale ofrecen maestrías, tanto en esgrima histórica como en esgrima moderna, que se adhieren a los principios de la técnica italiana. También se practica la esgrima italiana en instituciones en el extranjero, como la Universidad Estatal de San José, en California, Estados Unidos.